# Monastero di Santa Maria di Gala
Il monastero di Santa Maria di Gala consiste nei ruderi del complesso di costruzioni ubicato nella frazione di Gala del comune di Barcellona Pozzo di Gotto.

## Origini
Il primitivo monastero di Santa Maria di Gala è fondato sui resti di un preesistente insediamento di epoca romana da una comunità di monaci basiliani. Al monachesimo primitivo da evangelizzazione subentra e si accosta il monachesimo primitivo derivante da persecuzioni, costituito da comunità monastiche di rito latino e di rito greco insediatesi in Sicilia e nelle regioni dell'Italia meridionale per sfuggire alle persecuzioni della lotta iconoclasta perseguita da Leone III Isaurico che causano la fuga dall'Oriente di migliaia di monaci. Chiesa e monastero sono dedicati alla Madonna Galaktotrophousa ovvero Madonna che allatta il Bambino o Panaghia Galaktotrophousa da cui deriva l'origine etimologica della località Gala.

## Periodo greco - bizantino
- VII - VIII secolo, Insediamento dei basiliani nella località di Gala sulle terre della famiglia degli Anici (Papa Gregorio I Magno), costruito su un preesistente castrum fortificato di epoca romana.

Sono coeve per stile architettonico bizantino - armeno alcune parti della struttura della grotta di Santa Venera ubicata nell'odierna frazione di Santa Venera di Barcellona Pozzo di Gotto. Il culto della Santa si riscontra anche nell'abitato di Bafia.

## Periodo arabo (829 - 1062)
Durante la dominazione araba si assiste nonostante le tasse e imposizioni di natura religiosa - giuridica a una relativa pacifica convivenza fra popolazioni costituite da arabi, greci, ebrei e latini, fondata sulla mutua tolleranza e su interessi economici comuni quali l'agricoltura con l'introduzione di nuove specie da coltivare, l'allevamento, lo sfruttamento di risorse derivanti come la bachicoltura, l'estrazione di oli essenziali dagli agrumi e profumi da specie vegetali (zagara e gelsomino) e di prodotti minerali dalle cave.

## Periodo normanno - svevo (1062 - 1268)
Papa Urbano II nel 1098, aveva concordato e concesso al gran conte Ruggero l'Apostolica Legazia di Sicilia come ricompensa per avere liberato la Sicilia dai musulmani e per averla restituita alla cristianità.
- 1099 - 1100, restauro dell'edificio in rovina.[5] Il gran conte Ruggero[6] assegna al monastero il possesso di un vasto territorio. L'istituzione svolse un ruolo importante per tutto il territorio come centro di cultura, azienda agricola con funzione di bonifica delle campagne, controllo e regimentazione dei corsi d'acqua.
- 1104 - 1105, La reggente Adelasia del Vasto concede al camerario Nicola (tesoriere o camerlengo) del preesistente monastero, il permesso di riedificare il monastero di Gala. Con Diploma che contiene l'atto di donazione, redatto nell'anno del mondo 6613 e di Cristo 1105, dopo la morte del gran conte Ruggero sono destinati i Saraceni resi schiavi dopo la Presa di Taormina.[7] Proprietà, diritti e concessioni sono riconfermati con regio privilegio dal figlio Ruggero II di Sicilia ad Arsenio egumeno del monastero.
- Diritti di proprietà su beni reali: È rinnovato il possesso dei vasti territori di pertinenza comprendenti le Paludi di Gatiri (Catili o Cattili o Cattiri, etimo di derivazione araba indicante una zona paludosa o stagno; nello specifico la zona si identifica nei territori prospicienti il mare compresi tra gli attuali corsi e foci dei torrenti Idria (Mustah in arabo) e Mela[8][9]), la chiesa di San Filippo di Furnari e la chiesa della Santa Genitrice di Dio o chiesa di Santa Maria de lo Plano di Oliveri, il castello di Sant'Euplio[10] ubicato nell'odierno rione San Papino di Milazzo e il bosco sito presso Castiglione di Sicilia. L'elenco comprende inoltre la chiesa di San Michele e i relativi possedimenti siti nel porto di Milazzo, la chiesa di San Giovanni Teologo e i relativi possedimenti siti presso Castiglione di Sicilia, la chiesa di San Pantaleone inglobata nel castello di Schisò,[11] un mulino nella fiumara del feudo di Ranieri e la facoltà di costruirne altri lungo i corsi delle fiumare del Platì e del Mela di Santa Lucia, le terre di Marci (corrispondenti a rilievi collinari dei Peloritani a sud di Barcellona) con tutte le loro pertinenze, i territori di Barnava posti a cavallo dello spartiacque tirrenico-ionico, ove praticare l'apicultura.
- Diritti e concessioni di godimento: Esercitare i diritti di pesca presso le coste di Taormina e Milazzo,[12] di entrare e uscire senza restrizioni dal porto di Milazzo, ottenere approvvigionamenti prodotti dalla Tonnara di Milazzo quantificati in quindici barili di prodotto conservato, l'esenzione da dazi per le merci in entrata e in uscita dalla città di Messina, il diritto di pascolo in tutte le terre del regno e un numero elevato di villani. È attribuita al rettore del monastero la facoltà di giudicare i sudditi insediati nella giurisdizione territoriale di competenza, tranne i reati di omicidio e tradimento.

Nel 1142 Ruggero II vende all'egumeno di Gala vaste tenute demaniali ubicate a Mineo nei pressi del metochio di San Nicola.

## Periodo aragonese (1282 - 1516)
Martino I di Sicilia re consorte di Sicilia o di Trinacria dal 1392 al 1401 e re di Sicilia dal 1401 al 1409, durante il suo operato effettua la riorganizzazione del regno trasformando l'antico casale di Gala in feudo dipendente dalla giurisdizione di Castroreale. Elenco dei casali trasformati in feudi appartenenti al comprensorio di Castroreale: Piscopo (Vescovo) o Bafia, Catalimita e Sant'Andrea, Gala, Gurafi, Lando, Milici, Nasari, Protonotaro anticamente Santa Domenica, Ranieri.
- 1513, Diego Herrera da Saragozza è nominato abate dell'Abbazia basiliana di Santa Maria di Gala. Dottore in diritto civile e canonico, in seguito alla rinuncia del predecessore, già eletto nel 1510 Cappellano Maggiore e abate di Santa Lucia del Mela, 29° prelato della cattedrale di Santa Maria Assunta.

Gioacchino di Marzo documenta un "Tondo" o bassorilievo marmoreo, manufatto realizzato da Antonello Gagini. Opera trasferita nel XVIII secolo, censita, documentata e trafugata nel 1991 dalla chiesa di Maria Santissima del Tindari dell'ex monastero dell'Ordine basiliano di Barcellona Pozzo di Gotto.

## Periodo spagnolo (1516 - 1713)
- 1693, Il terremoto del Val di Noto danneggia le strutture del monastero di Santa Maria di Gala. L'evento determina la scelta di una nuova dislocazione per il complesso, più sicura, grande, moderna e meno isolata, ubicata nella sempre più sviluppata cittadina di Barcellona.

## Dall'epoca borbonica (1734 - 1860) ad oggi
Pochi sono i resti come i ruderi della torre campanaria del monastero terminata nel 1694, come indica un'incisione, verosimilmente riedificata in seguito al terremoto del Val di Noto del 1693. La zona del chiostro e della chiesa dopo l'abbandono dei basiliani è occupata abusivamente da abitazioni private e adibite a depositi, magazzini, stalle e recinti. La necessità di una struttura più grande e moderna, il terremoto della Calabria meridionale del 1783 determinano nel 1799 il trasferimento dei basiliani in città presso le nuove costruzioni della chiesa e monastero dei basiliani ubicati nel quartiere Immacolata, contrada Fai, di Barcellona Pozzo di Gotto (1776 - 1791). Nel 1866 a pochi anni dall'Unità d'Italia sono confiscati i beni dei numerosi ordini religiosi in città. Da allora per il monumento simbolo di Gala comincia un lento e inesorabile declino.

## Opere
- XVI secolo, Madonna col Bambino raffigurata tra San Giovannino, San Michele Arcangelo e Sant'Agostino, olio su tavola, opera di Cesare Di Napoli.

## Persone legate al monastero di Gala
- Gran Conte Ruggero.
- Adelasia del Vasto, terza moglie del Gran Conte.
- Simone d'Altavilla, erede al trono di Sicilia.
- Ruggero II di Sicilia, successore del gran Conte Ruggero.

- Bartolomeo da Reggio, copista di manoscritti greci, probabile primo abate. Realizzò nel 1141 una pergamena contenente la vita di San Simeone lo Stilita.
- Nicola, abate del monastero di Gala reggente Adelasia del Vasto.
- Arnesio, egumeno e primo abate del monastero di Gala sotto il regno di Ruggero II di Sicilia.
- Diego Herrera, abate del monastero di Gala dal 1513.
- Antonio La Lignamine o La Legname, abate del monastero di Gala. Dal 24 aprile 1514 al 13 novembre 1537 arcivescovo della diocesi di Messina.
- Pietro Sandoval, dei principi di Castroreale, abate del monastero di Gala, regnante Vittorio Amedeo II di Savoia.[14]
- Silvestro Maurolico, nipote del matematico messinese Francesco Maurolico. Abate fino al 1589, il quale avrebbe venduto alla biblioteca reale dell'Escorial l'intera biblioteca manoscritta del monastero di Gala.
- Eutichio Ajello (1711 - 1793), abate del monastero di Gala.